# Aethiopomyia
Genre
Aethiopomyia est un genre de diptères de la famille des Pelecorhynchidae.

## Liste d'espèces
Selon Catalogue of Life (1 mars 2013) :
- Aethiopomyia arguta
- Aethiopomyia gigas
- Aethiopomyia patersoni
- Aethiopomyia steini
- Aethiopomyia williamsi